# Antsiranambe
Antsiranambe is een plaats en commune in het zuiden van Madagaskar, behorend tot het district Farafangana, dat gelegen is in de regio Atsimo-Atsinanana. Tijdens een volkstelling in 2001 telde de plaats 3.131 inwoners.
De plaats biedt alleen lager onderwijs aan. 94,5% van de bevolking werkt als landbouwer en 5% verdient zijn brood als veehouder. het belangrijkste landbouwproduct is rijst; andere belangrijke producten zijn casave en zoete aardappel. Verder is 0,5% actief in de dienstensector.